# Auchinloch
Auchinloch är en by i North Lanarkshire i Skottland. Byn är belägen 61,2 km 
från Edinburgh. Orten har 720 invånare (2016).